# Sans moi
Pour plus de détails, voir Fiche technique et Distribution.
Sans moi est un film français d'Olivier Panchot sorti le 10 octobre 2007. Le film s'inspire du roman Sans moi de Marie Desplechin, sorti en 1998.

## Synopsis
Anna mère de deux enfants vient de divorcer. Elle engage une baby-sitter, Lise, une jeune fille  pleine de vie. Mais un second aspect de Lise se révèle par touches successives et affecte Anna de façon insoupçonnée.
Un film introspectif sur la perte de contrôle.

## Fiche technique
Sauf indication contraire, les informations mentionnées dans cette section peuvent être confirmées par la base de données cinématographiques IMDb,  présente dans la section « Liens externes ».
- Réalisateur : Olivier Panchot
- Scénariste : Marie Desplechin (auteur), Gladys Marciano et Olivier Panchot
- Producteur : Denis Carot, Marie Masmonteil
- Musique du film : Nathaniel Mechaly
- Directeur de la photographie : Pierre Milon
- Montage : Barbara Bascou
- Création des décors : Mathieu Menut
- Création des costumes : Emmanuelle Pertus
- Société de production : Elzévir Films
- Société de distribution : Haut et Court
- Format :  couleur - 2,35:1 - 35 mm
- Pays d'origine :  France
- Genre : drame
- Durée : 1h30
- Date de sortie :	
  -  France : 10 octobre 2007

## Distribution
- Clémence Poésy : Lise
- Yaël Abecassis : Anna
- Éric Ruf : Thierry
- Yannick Soulier : Éric
- Vincent Martinez : Antoine
- Lorena Guerreau : Suzanne
- Iroue Cedron : Léo